# Bataille de Chungju
Ne pas confondre avec la Bataille de Chongju
Guerre Imjin

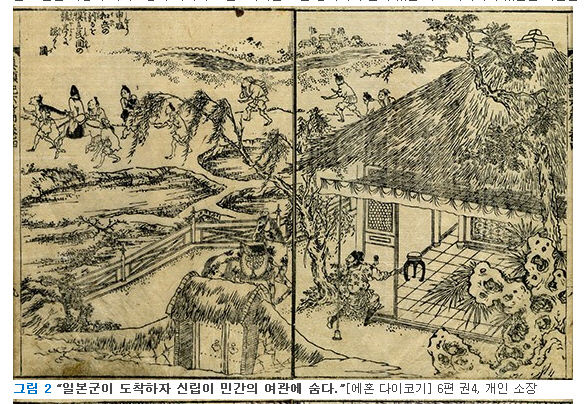

La bataille de Chungju ou bataille de Tangeumdae est la dernière bataille de la campagne de Chungju livrée entre les Coréens et les japonais au cours de l'invasion de la Corée par la Japonais en 1592. La ville de Chungju se trouve juste au sud du fleuve Han et de Séoul, la capitale coréenne. L'échec à la défendre conduit à la prise de la capitale quelques semaines plus tard.

## La bataille
L'histoire est extraite des Annales de la dynastie Joseon.
Après avoir perdu Busan, la cour de Hanseong (aujourd'hui Séoul) place ses espoirs dans un général de premier plan, Shin Rip (en) qui s'est attiré beaucoup de reconnaissance pour ses succès contre les Jurchens dans le Nord. le roi coréen lui donne une épée et le pouvoir de commandement de telle sorte qu'il est en mesure de recruter des gardes royaux et de nombreux archers d'élite.
Bien que Shin Rip est un général remarquable, il échoue à protéger le col Mungyeong Saejae dans une bavure militaire et se retire au château de Chungju où il croit qu'il pourra arrêter les Japonais. Lorsqu'il est informé de leur approche, il décide de les rencontrer sur la plaine près de Chungju. Comme une grande partie de ses hommes est composée de cavaliers, Shin Rip veut une bataille sur un terrain où il pourra profiter des forces sous son commandement.
Shin Rip aligne sa division de cavalerie le long de la rivière selon la stratégie chinoise classique connue sous le nom bae-soo-jin (배수진, 背水陣 en coréen). Bien que le combat en plaine semble une stratégie raisonnable, la végétation diverse qui y pousse à l'époque entrave les mouvements des troupes montées. En outre, l'armement limité restreint les capacités de la cavalerie coréenne; étant donné que son arme principale est l'arc-coréen composite et que les Japonais emploient un nombre considérable de piquiers, la cavalerie coréenne a beaucoup de mal à charger les Japonais.
Le 27 avril, un éclaireur coréen repère les Japonais mais est tué par le général Shin Rip qui ne croit pas que l'ennemi est proche. Dans le même temps, le général japonais Konishi Yukinaga, qui séjourne dans Sang ju, découvre la stratégie coréenne et élabore des plans pour attaquer en secret.
Le 28 avril, Yukinaga attaque Chungju de façon inattendue, y prend le château d'assaut alors que les troupes japonaises situées le long de la rivière et dans les montagnes tendent une embuscade aux forces coréennes. Un incendie est allumé dans la ville de Chungju, tuant de nombreuses personnes, et le château est perdu lorsque la cavalerie coréenne prend position. Les Coréens sont défaits et tandis que Shin Rip s'échappe, il se suicide plus tard. Les Japonais tuent 3 000 Coréens et s'emparent de Chungju avec un minimum de pertes.
Luís Fróis, qui n'est pas présent à la bataille, la décrit dans ses documents à partir de sources contemporaines. Selon ses écrits, Konishi Yukinaga défait 80 000 cavaliers coréens et un chevalier armé d'une hache, mais la véracité de cette affirmation est incertaine.

## Conséquence
Un messager apporte rapidement la nouvelle au roi Seonjo. La perte de la bataille de Chungju ne lui laisse aucun espoir et toute sa famille ainsi que la cour s'enfuient vers Pyongyang où ils espèrent que la garnison restante pourra retarder la prise de la capitale Hanseong (Séoul).

## Source
- Annales de la dynastie Joseon (Chosun).
- Luís Fróis : Historia de Japam
- Choson JoongGi, Noon-Eu-Ro Bo-Nen, Han-Gook-Yuk-Sa. 1998 Joong-Ang-Gyo-Yook-Yun-Goo-Won, Ltd.
- (en) Stephen Turnbull, The Samurai invasion of Korea, 1592-98, Oxford, UK New York, NY, USA, Osprey Pub, 2008, 96 p. (ISBN 978-1-846-03254-7)